# Phlyctis
Phlyctis (Wallr.) Flot.  (rozsypek) – rodzaj grzybów z rodziny Phlyctidaceae. Ze względu na współżycie z glonami zaliczany jest do grupy porostów.

## Systematyka i nazewnictwo
Pozycja w klasyfikacji według Index Fungorum: Phlyctidaceae, Ostropales, Ostropomycetidae, Lecanoromycetes, Pezizomycotina, Ascomycota, Fungi.
Synonim: Comocheila A. Massal., 
Dactyloblastus Trevis., 
Dyctyoblastus Kremp., 
Micromium Pers., 
Peltigera sect. Phlyctis Wallr., 
Phlyctella Kremp., 
Phlyctellomyces Cif. & Tomas., 
Phlyctidia Müll. Arg., 
Phlyctidomyces E.A. Thomas ex Cif. & Tomas., 
Phlyctomia A. Massal.

## Gatunki występujące w Polsce
- Phlyctis agelaea (Ach.) Flot. 1850 – rozsypek gładki
- Phlyctis argena (Ach.) Flot. 1850 – rozsypek srebrzysty
- Phlyctis spilomatica (Schaer.) A. Massal. 1852[4]  – rozsypek włoski

Nazwy naukowe na podstawie Index Fungorum. Nazwy polskie według W. Fałtynowicza.